# Administracja Cywilna Polski po lewej stronie Wisły
Administracja Cywilna Polski po lewej stronie Wisły (niem. Zivilverwaltung für Polen links der Weichsel) – niemieckie władze okupacyjne, utworzone na podstawie rozporządzenia z 16 czerwca 1915 roku. Wcześniej, tj. od 23 sierpnia 1914 r. – Zarząd Cywilny dla Polski zaboru rosyjskiego.
W czerwcu 1915 r. Naczelny Wódz na Wschodzie feldmarszałek Paul von Hindenburg wydał ordynację miejską dla 21 miast na obszarze Administracji Cywilnej Polski po lewej stronie Wisły.